# Biała Górna
Biała Górna is een plaats in het Poolse district  Kłobucki, woiwodschap Silezië. De plaats maakt deel uit van de gemeente Kłobuck en telt 600 inwoners.